# Prachttangare

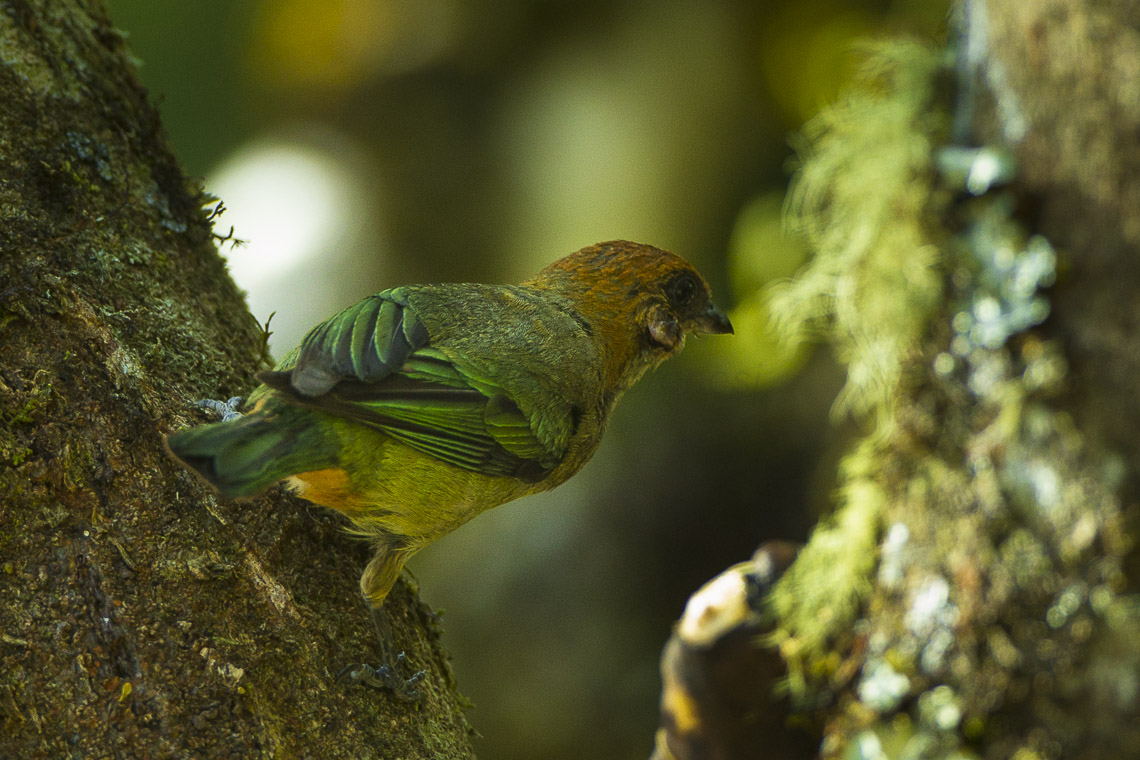
Weibchen

Die Prachttangare (Stilpnia preciosa, Syn.: Tangara preciosa) ist eine in Südamerika vorkommende Vogelart aus der Familie der Tangaren (Thraupidae).

## Merkmale
Die Prachttangare erreicht eine Körperlänge von etwa 14 Zentimetern und ein Gewicht von 22,0 bis 24,0 Gramm. Die Vögel sind sehr bunt gefärbt, im Besonderen die Männchen. Diese zeigen im Wesentlichen die folgenden Gefiederfarben:
- Kopf und Rücken: Kupferbraun
- Zügel: Schwarz
- Brust und Bauch: Türkis
- Steiß: Gelbbraun
- Arm- und Handschwingen sowie Steuerfedern: Kobaltblau
- Armdecken und Bürzel: Weiß

Beine und Füße sind grau. Es besteht ein deutlicher Sexualdimorphismus, da die blasser gezeichneten Weibchen zwar ein ähnliches, wenn auch reduziertes Muster wie die Männchen zeigen, die blauen und türkisfarbenen Elemente sind jedoch durch verschiedene Grüntöne ersetzt.

## Ähnliche Arten
Die ähnlich gezeichnete Schwarzmanteltangare (Stilpnia peruviana) unterscheidet sich durch das schwarze Rückengefieder.

## Verbreitung und Lebensraum
Das Verbreitungsgebiet der Art erstreckt sich vom Südosten Paraguays und dem Nordosten Argentiniens bis in die Küstenregionen im Südosten Brasiliens und nach Uruguay. Prachttangare besiedeln bevorzugt Waldränder, an denen Araukarien (Araucaria) wachsen. Sie leben in einem Gebiet, das vom Flachland bis in eine Höhe von 1000 Metern reicht.

## Lebensweise
Die Vögel ernähren sich in erster Linie von Früchten, in geringem Maße auch von Gliederfüßern (Arthropoda). Gerne werden die Früchte von Pfefferbäumen (Schinus), der eingeführten Japanischen Wollmispel (Eriobotrya japonica) oder kultivierter Obstarten angenommen. Die Prachttangare leben paarweise oder in kleinen Gruppen, zuweilen auch in Gesellschaft mit anderen Tangaren-Arten. Bezüglich des Brutverhaltens gibt es nur sehr unvollständige Angaben.

## Gefährdung und Schutz
Die Prachttangare ist in Schutzgebieten und Nationalparks nicht selten und wird demzufolge von der Weltnaturschutzorganisation IUCN als  „Least Concern = nicht gefährdet“ klassifiziert. Die Art ist sehr anpassungsfähig und hält sich zunehmend auch in neu angelegten Obstplantagen auf.